# Столица, Любовь Никитична
Любовь Никитична Столи́ца (урожд. Ершова; 17 (29) июня 1884, Москва — 12 февраля 1934, София) — русская поэтесса, прозаик и драматург.

## Биография
Любовь Никитична Ершова родилась в купеческой семье в Москве. В 1902 году с золотой медалью окончила Елисаветинскую гимназию. Осенью того же года вышла замуж за инженера Романа Евстатиевича Столицу (1879—1935), поступила на историко-философское отделение Высших женских курсов, которые оставила в 1905 году после временного прекращения занятий в связи с январскими событиями.
С 1906 г. начинает публиковать стихи и статьи в журнале «Золотое руно», позже печаталась в журналах «Современный мир», «Современник», «Новое вино» и мн. др., выпустила поэтические сборники «Раиня» (1908), «Лада» (1912), «Русь» (1915). Основная тема поэзии ранней Столицы — воспевание языческой Руси, её буйной, необузданной стихии, а также противопоставление деревни городу; достигала яркой осязаемости стиха. Стихи Столицы были положены на музыку Р. Глиэром, А. Гречаниновым, В. Ребиковым.

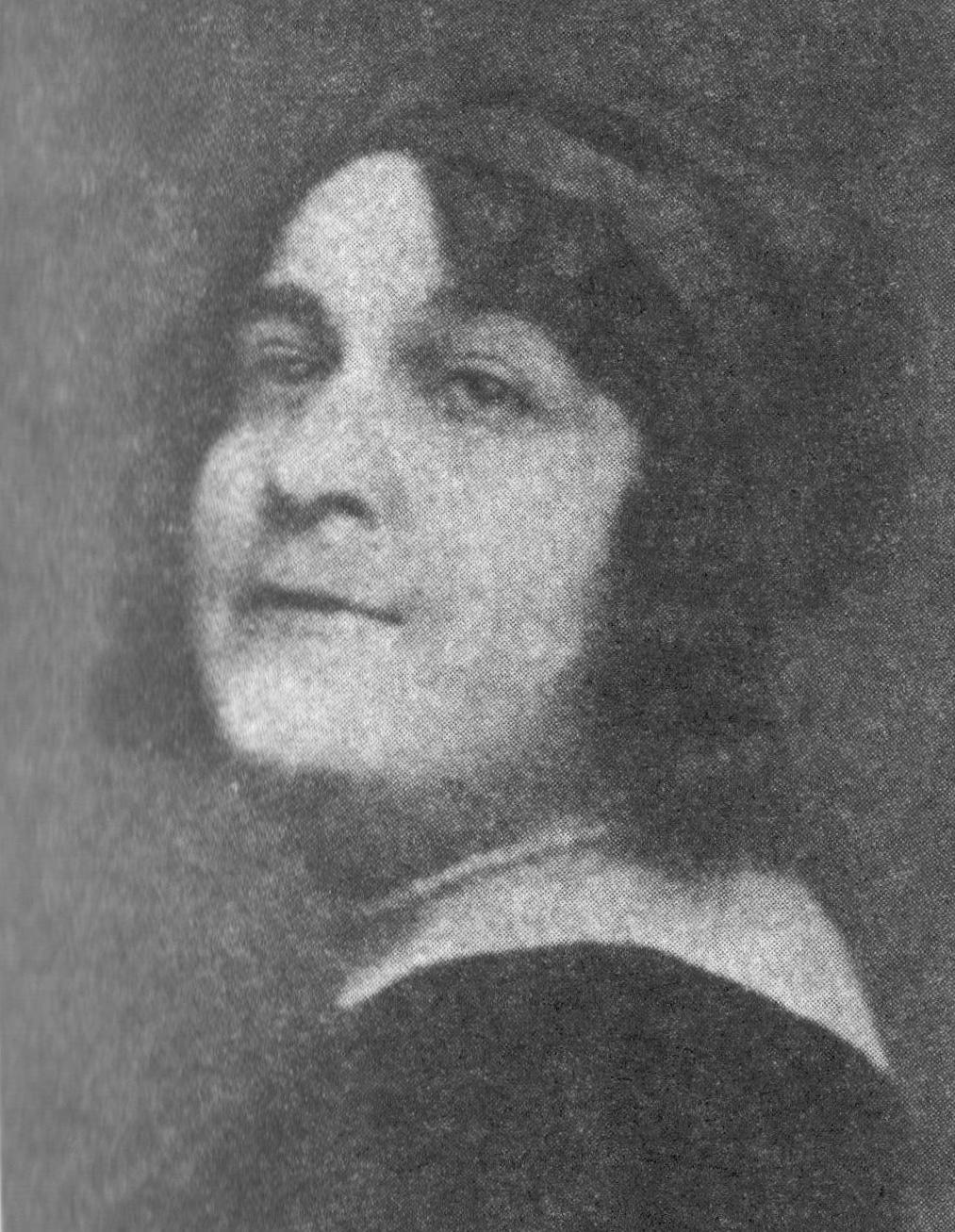
Любовь Ершова

В 1913—1916 годах на квартире Любови Столицы и её мужа проводились литературные вечера под названием «Золотая Гроздь». На вечерах бывали Сергей Есенин, поэтессы София Парнок, Ада Чумаченко, актрисы Вера Юренева и Вера Холодная, писатели Николай Телешов и Николай Клюев, хирург Пётр Герцен и член Государственной думы Михаил Новиков.
С 1916 года Столица обратилась к драматургии, написав многоактную пьесу «Голубой ковёр» для московского Камерного театра. В театральный сезон 1917—1918 ею создано 12 миниатюр для театра «Летучая мышь». Принимала участие в женском движении, ей принадлежит статья «Новая Ева», посвящённая различным типам раскрепощённой женщины. Эта же тема звучит в её романе в стихах «Елена Деева» (1916), написанном по образцу «Евгения Онегина». Героиня поэмы, познав все соблазны большого города и разочаровавшись в жизни и в любви, подобно кавалерист-девице Дуровой, переодевается в мужское платье и, оседлав коня, отправляется сражаться на германский фронт.
В конце 1918 года Столица с мужем и сыном уехала на юг страны. Проведя два года на «белом» Юге, в Ростове-на-Дону и Ялте, она в 1920 г. эмигрировала в Салоники, а в сентябре 1921 года в Болгарию. Бо́льшая часть написанного Столицей в Болгарии опубликована в посмертном двухтомном собрании её сочинений (стихотворения, в том числе сложившийся ещё до эмиграции четвёртый сборник «Лазоревый остров», пьеса «Звезда от востока» и др.), некоторые произведения утрачены (пятый сборник стихотворений «Спас», поэма «Зоя и Авенир» (1915), пьесы «Триумф весны» (1918—1921), «Два Али» (1926) и «Рогожская чаровница» (1928) и др.).
Умерла от сердечного приступа. Посмертно вышел сборник «Голос Незримого», включивший две поэмы: «Голос Незримого» и «Лазорь чудный» (под номерами I и III, согласно авторскому замыслу; вторая поэма осталась ненаписанной).

## Издания
- Голос Незримого. В 2 т. / Сост., подг. текста и примеч. Л. Я. Дворниковой и В. А. Резвого. — М.: Водолей, 2013. — 728 + 672 стр. (Серия «Серебряный век. Паралипоменон»).

### Публикации
- Ковчег: Поэзия первой эмиграции. / Сост., авт. предисл. и коммент. В. Крейд. — М.: Политиздат, 1991. — С.334—352. — 511 с.